# Црква Свете Тројице у Доњој Љубати
Црква Светог пророка Илије у Доњој Љубати, насељеном месту на територији општине Босилеград, православни је храм који припада Епархији врањској Српске православне цркве.
Црква посвећена Светој Тројици подигнута је у периоду од 1925. до 1930. године. Због лошег стања, реновирана је у неколико етапа, од 1990. до 2010. године. Верници ове махале у Доњој Љубати окупљају се на дан храмовне славе.